# Marksville
La ville de Marksville est le siège de la paroisse des Avoyelles, dans l’État de Louisiane, aux États-Unis. Sa population s’élevait à 5 702 habitants lors du recensement de 2010, estimée à 5 518 habitants en 2016.

## Histoire
La ville a été baptisée en l'honneur d'un certain Marc Eliche, un immigrant italien d'origine juive séfarade qui y créa un poste de traite. De nombreux Amérindiens des tribus Tunica-Biloxi et Ofogoulas, majoritairement francophones, vinrent s'y établir après la vente de la Louisiane aux États-Unis. Enfin, de nombreux Cadiens vivent dans cette ville depuis l'époque de la Louisiane française.

## Démographie
D'après le recensement de 2010, la ville était composée de 50,46 % de Blancs, 42,86 % de Noirs, 0,3 % d'Amérindiens, 0,79 % d'Asiatiques, 1,52 % de Multi-raciaux et 0,44 % d'autres groupes ethniques.